# エジプトの国旗
エジプトの国旗は、赤、白、黒の横三色の中央に金色サラディンの鷲（国章）を配した旗。赤は革命で流された血、白は明るい未来、黒は革命前の暗い過去を表すという。またこの三色は、第一次世界大戦時のオスマン帝国に対するアラブ反乱で使われたアラブ反乱旗と同じ色であり、汎アラブ色と呼ばれる。

?中央に国章（金色の鷲に胸に盾）国旗色を配した国旗（1984年以降）
大統領旗（1984年以降）
縦掲揚用

## シンボルと用途
赤い色は、青年将校たちがクーデターでエジプト王ファールーク1世を追放し王制を倒した1952年のエジプト革命以前の時代を表す。この時代は英国支配や王の専制支配との戦いの時期とされる。
白い色は、無血で専制を打倒した革命の到来を表す。
黒い色は、イギリスの植民地支配と専制君主の下にあったエジプト人民の抑圧の終わりを表す。
エジプトでは、金曜日、祝日、人民議会の開始日、その他内務大臣が旗を掲げるべきであると定めるすべての日に、政府関係の建物すべてに国旗を掲げなければならない。また税関や国境検問所では毎日掲げられる。また国外のエジプト大使館や総領事館では、祝日、国家的な記念日、エジプト大統領の来訪の間はエジプト国旗を掲げなければならない。
国旗に対し敬礼をする場合は、制服を着ていない国民は気をつけの姿勢で立ち、手と腕は体の横につけなければならない。
どのような形であれ国旗を侮辱することは犯罪であり、国家の力に対する軽蔑を行ったとして法に基づき罰を受ける可能性がある。また他国の国旗やシンボルを侮辱することも同様である。

### 軍旗等

エジプト空軍の旗（1984年 - ）
?陸軍旗（1984年 - ）
? エジプト海軍の軍艦旗（1984年 - ）

## エジプト国旗の変遷

### ムハンマド・アリー朝（1805年-1922年）

ムハンマド・アリー朝の旗（1882年 - 1922年）

19世紀初頭にエジプトを支配したムハンマド・アリーは、オスマン帝国内でのエジプトの自治を印象付けるため、またオスマン帝国のスルタンと帝国の支配そのものを争おうという彼の野望も反映して、オスマン帝国の旗に非常に似た国旗を制定した。この旗は赤地に三つの白い三日月と三つの白い星をあしらったもので、これはムハンマド・アリー朝がアジア・アフリカ・ヨーロッパの三大陸で勝利する願望を表したものであるという説や、彼がエジプト・ヌビア・スーダンを支配していることを表しているという説がある。
1882年のアラブ人による革命運動・アラービー運動の後、革命を鎮圧したイギリス軍がエジプトを占領したが、これは民族主義の感情に火をつけ、1919年の大規模な革命で絶頂に達した。この時には赤いムハンマド・アリー朝の旗に並んで、緑地に三日月と十字（ムスリムとクリスチャンの両方が反英民族主義運動を支持していることを表す）の革命旗が街頭を占拠した。

?マムルークの旗
? 19世紀、オスマン帝国支配下のエジプトの旗（1793年-1844年）
?19世紀のエジプトの旗（1826年-1867年）
?1844年-1867年の旗
?1867年-1881年の旗
?マフディスト・スーダンの旗

エジプト革命（1919年）の革命旗

### エジプト王国（1922年 - 1952年）

?エジプト王国の旗
?エジプト王国の軍艦旗
?エジプト王国の空軍旗
?国王旗
?王太子旗

1919年の革命はイギリスに鎮圧されたが、イギリスは1922年にはエジプト王国独立を認めざるを得なかった。近代エジプト最初の国旗は、翌1923年にエジプト王国の王室の布告により制定された。この旗は緑の地に、白い三日月と三つの白い星があしらわれていた。
三つの星は王国を構成する三地方（エジプト、ヌビア、スーダン）、あるいは王国の三つの主要な宗教共同体（イスラム教、キリスト教、ユダヤ教）を表すとされる。

### エジプト共和国（1952年 - 1958年）

エジプト革命旗（1952年）

独立後も続くイギリスの間接統治、王室の圧政と混乱、第一次中東戦争での敗北で、王政に対する不満は高まり、1952年には青年将校らによるクーデターと共和制革命が発生した。王室を追放した共和国政府は当初王国時代の緑の旗を維持していたが、やがて今日のような赤・白・黒の三色旗を使うようになった。ただし中央の白い部分にあしらった金色の鷲は現在のエジプト国章の鷲とは形が違い、さらに三日月と星を描いた盾を抱えていた。この後の国旗の変化は、もっぱらこの中央部分の図柄の違いである（アラブ連合共和国時は二つの緑の星に、1984年までは「クライシュ族の金色の鷹」に、それ以降は「サラディンの鷲」に変わっている）。

### アラブ連合共和国（1958年 - 1971年）

アラブ連合共和国旗（1958年-1972年）

1958年、革命の青年将校で後に大統領に就任していたガマール・アブドゥル＝ナーセルは、汎アラブ主義に基づきシリアとの統一国家建国を宣言、「アラブ連合共和国」の新しい国旗を制定した。汎アラブ色を基調に、緑の二つの星はエジプトとシリアの二つの地方を示した。この連合は1961年に解体するが、エジプトは以後も1971年まで「アラブ連合共和国」を名乗り、旗は1972年1月1日まで使用された。

### エジプト・アラブ共和国

アラブ共和国連邦旗（1972年-1984年）

アラブ共和国連邦の軍艦旗（1972年-1984年）

アラブ共和国連邦の大統領旗（1972年-1984年）

1972年、エジプトはリビアのカダフィが提唱した「アラブ共和国連邦」にシリアとともに加入し、3か国で同じ旗を導入した。緑の星二つの代わりに、連邦のアラビア語名の書かれた巻物を持つ金色の鷹（クライシュ族の鷹）があしらわれた。この連邦はゆるやかな連合体であり国家統一は行わなかったが、1977年には解体した。しかしエジプトはこの旗を1984年まで使い続けた。
1984年に、再びサラディンの鷲が国旗に復活し、国旗の赤色もアラブ共和国連邦の明るい赤からアラブ連合共和国が使っていた暗い赤へ変更した。